# 韦斯利·纽科姆

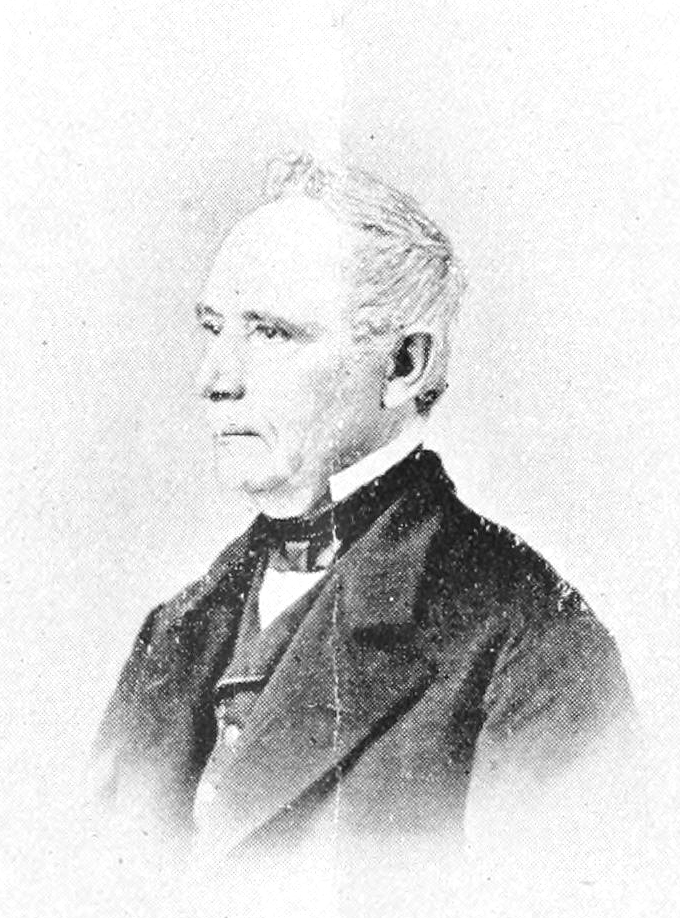
Wesley Newcomb

韦斯利·纽科姆（英語：Wesley Newcomb，1818年—1892年）是一位美國醫師和名專門研究陸地蝸牛的軟體動物學家。

## 生平
韋斯利·紐科姆 1818 年出生於紐約。他的父親是醫師西蒙·紐科姆。他在托马斯杰斐逊大学和位於佛蒙特卡斯卡頓的Castleton Medical College Building就讀過醫學。他於1849年前住舊金山，1850年前住夏威夷檀香山。他與威廉·希勒布蘭德一起實踐，之後於 1852 年 11 月 16 日與他的繼女安娜波斯特結婚。他也鑑定了一百多種新物種蝸牛。 
1856年他回到紐約，1857年又回到歐洲。1858年他在加利福尼亞州的奥克蘭進行實習。1867 年他的收藏被Ezra Cornell買下，他搬到了康奈爾大學。從 1870 年到 1888 年，他是康奈爾博物館的館長。 他於1892 年 1 月 26 日在紐約伊薩卡去世。

## 紐科姆命名的一些物種
- 花杏蛤
- 大海螂蛤
- 光輝夏威夷樹蝸